# Кете Льовенталь
Кетхен Фріда Роза Левенталь (25 березня 1878, Берлін — 26 квітня 1942, гетто Ізбіца) — німецька художниця модерну єврейського походження. Жертва нацистського режиму. Її сестра, художниця Сюзанна Річер, пережила Голокост.

## Життєпис
Кете Льовенталь народилася в Берліні як старша з п'яти дочок. Її батьками були офтальмолог, гігієніст і професор університету Вільгельм (1850–1894) і Клара (1852–1929). Сім'я Кете багато мандрувала через роботу її тата, який викладав у різніх університетах, тому вони мешкали у різні часи у Женеві, Лозанні, Парижі, Бельграно (Аргентина) і Берліні. А у 1890 році родина переїхала до Берна. У юності Кете Льовенталь христилася і стала протестанткою. 

### Художня освіта та творчий шлях
Її художній талант проявився ще в школі. Перші збережені картини Кете Левенталь датовані 1891 роком. Під час перебування в Берні вона, ймовірно, познайомилася з роботами художника Фердинанда Годлера, який потім став її вчителем. 

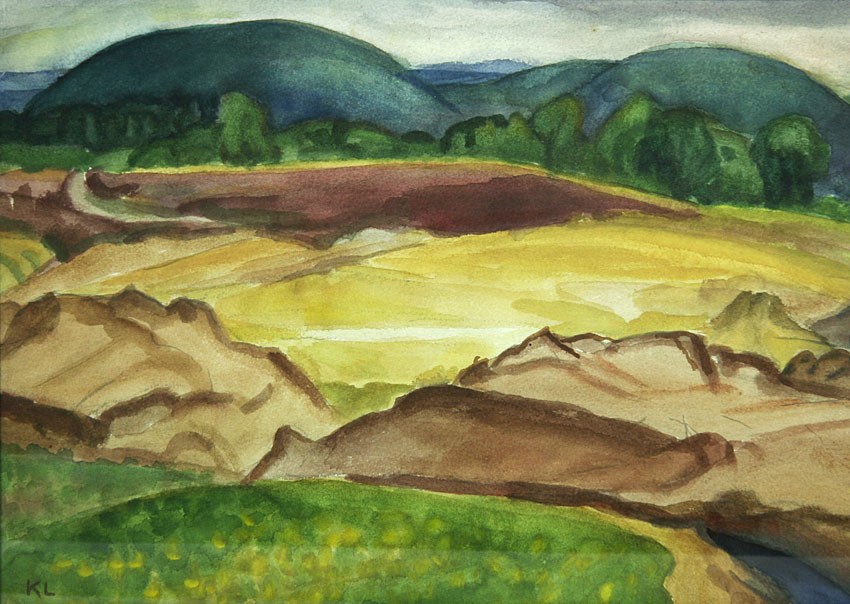
Бернські передгір'я Альп (нім. Berner Voralpenlandschaft), 1910 рік

Під час мандрівки Італією у 1902 році вона познайомилася з художницею Ерною Раабе фон Гольцхаузен, яка потім стала її дуже блізкою подругою та, можливо, коханою. 
З 1895 по 1897 рік Льовенталь брала уроки у Фердинанда Годлера. Вона також відвідала кілька навчальних поїздок за кордон, що було дуже незвичайно для жінки у тей час. У Парижі вона познайомилася з художником Лео фон Кенігом. З 1903 по 1904 рік разом з ним вона систематично працювала над портретами та етюдами оголеної натури на жіночих і чоловічих моделях у заснованної фон Кенігом приватної школі у Берліні.
Починаючи з літнього семестру 1910 року Кете навчалася у академії у Штутгарті та була одною з трьох першіх студенток там. У 1914 р. вона закінчила навчання та з'їхалася з Ерною Раабе. У цьому же році вона отримала від влади міста Штутгарт ательє за адресою Амайзенбергштрасе, б. 61.

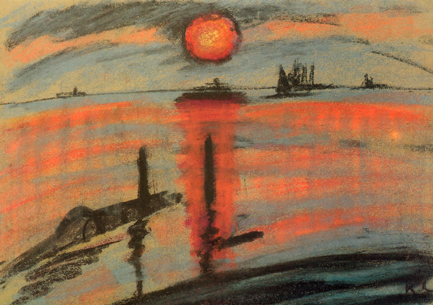
Захід сонця на Хіддензее, 1920-ті роки

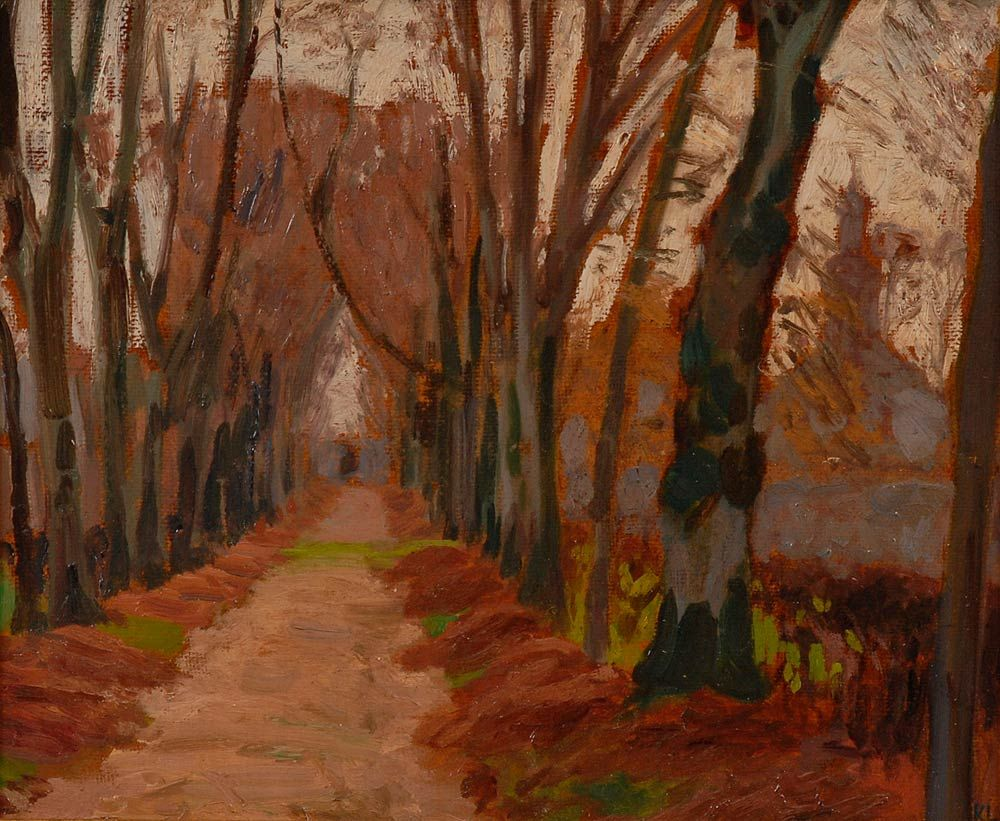
Шлях кріз ліс, між 1920 і 1925 роками

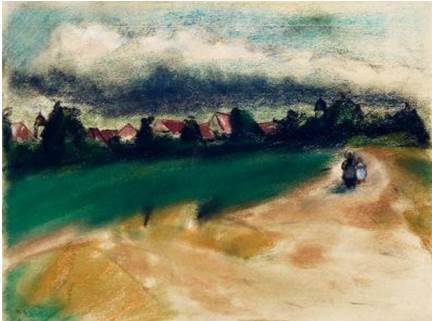
Діти, бл.1924 р

### Під час націонал-соціалізму
Після того, як націонал-соціалисти прийшли до влади, почалися переслідування та утиски Кете Льовенталь як єврейки, хоча вона хрестилася, для націстів це було неважливо. У 1934 році їй було заборонено малювати та виставляти свої картини на виставках. Потім її вигняли з союзу мистцев та відняли від неї ательє. У 1935 році Кете Льовенталь переїхала до Швейцарії та мала можливість залишитися там, але незабаром після переїзду вона отримала новину, що її подруга Ерна Раабе важко захворіла. Тому Кете повернулася до Німеччини, або ходити за своєю подругою.